# Pseudoyersinia subaptera
Pseudoyersinia subaptera es una especie de mantis de la familia Mantidae.

## Distribución geográfica
Es endémica de las Islas Canarias (España).